# Пряжка

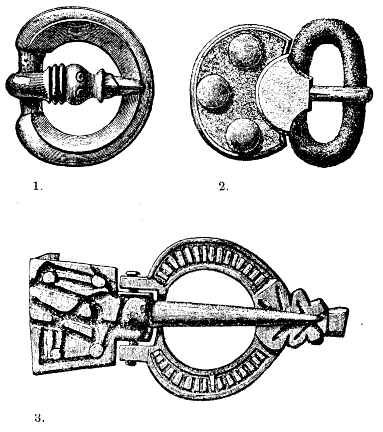
Бронзові пряжки, знайдені у Швеції

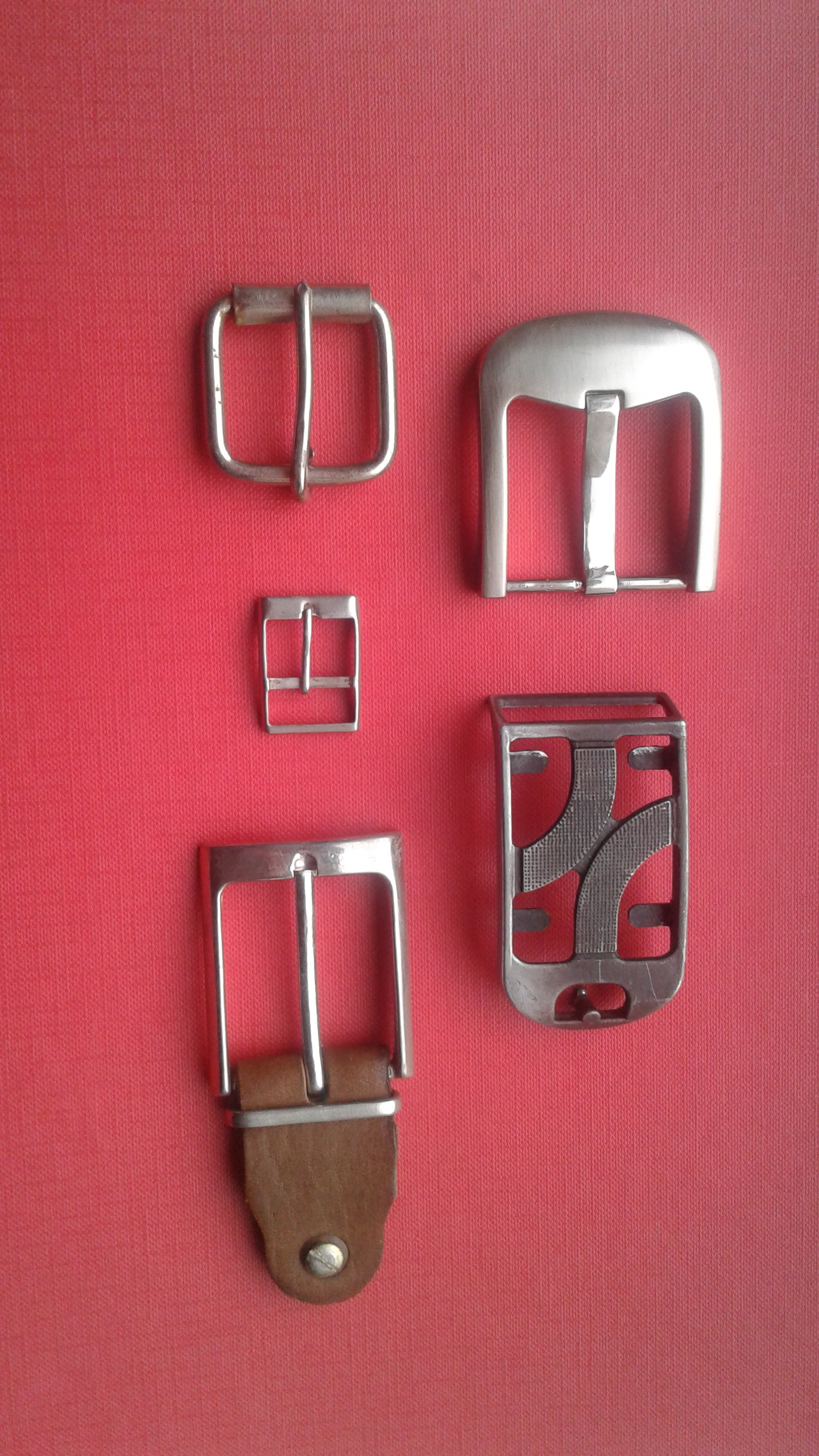
Сучасні пряжки

Пря́жка (від прасл. *pręgti — «тягти», пор. «запрягти») — застібка, що призначена для утримування двох кінців пояса чи ременя разом. Її використовують у найрізноманітніших випадках: для защіпання взуття, для ремінця годинника. Пряжки відомі з давніх-давен і часто слугували прикрасами. У Середньовіччі в Україні шляхта та інша аристократія носила пояси з пряжками у вигляді невеличкої коробочки, де можна було ховати незначну суму грошей.

## Історичне минуле
У Стародавньому Римі пряжки використовували й для скріплення частин деяких обладунків (лорика сегментата), регулювання портупей (balteus), шоломових ременів (цікаво, що від лат. buccula, «щічний ремінь для шолома» походять фр. boucle і англ. buckle, «пряжка»). У самій латинській мові пряжка називалася fibula, звідси й походить термін «фібулістика» — колекціонування пряжок.
Бронзові римські пряжки, були різних видів. Використовувані не лише для практичної мети, ці пряжки були, також прикрашеними, найчастіше геометричними фігурами, зображеннями дельфінів або кінськими головами. Усі види римських пряжок, могли служити й для простого одягу, але переважно їх використовували для військової мети.
Прикрашання скіфських та сарматських пряжок мали тваринні мотиви, характерні для їх відповідних декоративних мистецтв. Ці орнаменти, часто представляли тварин, залучених до смертельного бою. Такі зображення були успадковані багатьма німецькими народами, а поясні пряжки було виявлено у могилах франків і племен бургундів. У Середньовіччі, до другої половини XIV століття, пряжки використовували переважно, як прикрасу, коли лицарський пояс і пряжка набули найчудовішого вигляду.
До 15 століття, пряжки призначалися винятково для багатих, аж поки удосконалені технології виробництва, дозволили легко виготовляти дешевші литі вироби, доступні для широкого загалу.